# Chacophrys pierottii
Chacophrys pierottii is een kikker uit de familie Ceratophryidae. De soort werd voor het eerst wetenschappelijk beschreven door Jehan Vellard in 1948. Oorspronkelijk werd de naam Ceratophrys pierottii gebruikt. Het is de enige soort uit het geslacht Chacophrys.

## Uiterlijke kenmerken
De kleur is bruin, de bovenzijde van de kop is heldergroen evenals drie brede strepen van de kop naar de achterpoten en op het midden van de rug. Over de gehele bovenzijde zijn grote onregelmatige donkerbruine vlekken aanwezig.

## Verspreiding en habitat
De soort komt voor in Zuid-Amerika: Argentinië, Bolivia en Paraguay op een hoogte van 70 tot 200 meter boven zeeniveau. De habitat bestaat uit drogere milieus met struiken als vegetatievorm en galerijbossen: bossen langs rivieren in verder vrijwel onbegroeide streken.
Chacophrys pierottii is bodembewonend en houdt zich het grootste deel van het jaar schuil, ingegraven onder de grond.

## Algemeen
In de paartijd plant de soort zich na de eerste regens explosief voort. Er zijn dan vele exemplaren tegelijk bovengronds actief. Gedurende deze tijd worden de kikkers in groten getale verzameld voor de handel in exotische dieren. Andere bedreigingen zijn water- en bodemverontreiniging en het verdwijnen van de habitat door bos- en landbouwwerkzaamheden.